# Magyarországi Szociáldemokrata Párt
Ungerns Socialdemokratiska parti - Magyarországi Szociáldemokrata Párt, MSZDP - är ett parti i Ungern. I likhet med Ungerns socialistparti anser sig Ungerns socialdemokratiska parti vara arvtagare till tidigare ungerska arbetarepartier. Det har tidvis varit förbjudet, som under andra världskriget, men ställer idag upp i allmänna val. 
Partiledare är Kapolyi Laszlo, 
Partiet driver en center-vänsterpolitik.
Efter 1990 har partiet varit fullständigt marginaliserat. 1990 fick det 3,55 %, vilket inte räckte till någon plats i parlamentet. 
2010 fick de 0,08%. Detta beror till stor del på att de konkurrerar om samma väljare som det betydligt större Ungerns socialistparti.